# إدوارد آيفز (جراح)
إدوارد آيفز (بالإنجليزية: Edward Ives)‏ (1786-1719) رحالة، وأحد العاملين في شركة الهند الشرقية، عمل في البحرية الملكية البريطانية بين عامي (1753-1757)، عين في 22 فبراير 1754م، طبيباً جراحاً على متن السفينة كينت، سفينة القيادة التابعة لنائب الأدميرال تشارلز واتسون (ضابط برتبة فريق في البحرية الملكية) القائد العام في جزر الهند الشرقية. أبحر الأسطول عبر رأس الرجاء الصالح ومدغشقر إلى الهند الشرقية، حيث زار أهم المستوطنات الإنجليزية والمدن الكبرى.
بعد وفاة واتسون، استقال آيفز من منصبه وعاد إلى وطنه براً عبر البصرة، بغداد، الموصل، حلب، قبرص، ليفورنو، البندقية، ألمانيا، هولندا، ووصل إلى إنجلترا عام 1759.
هو واحد من عدة رحالة أجانب زاروا بغداد في العهد العثماني عام 1758م.
وأثناء وصوله الأراضي العراقية زار عددا من المدن العراقية والقرى التي مر بها أثناء رحلته ومنها (البصرة، القرنة، الكوت، السماوة، لملوم، الحسكة، الحلة، ثم وصل بغداد).
دوَّن إدوارد آيفز يوميات رحلته ونشرت عام 1773م، تحت عنوان:(رحلة من إنجلترا إلى الهند في عام 1754)
(A Voyage from England to India in the Year MDCCLIV)